# Actinotus moorei
Actinotus moorei är en flockblommig växtart som beskrevs av Ferdinand von Mueller och Rodway. Actinotus moorei ingår i släktet Actinotus och familjen flockblommiga växter. Inga underarter finns listade i Catalogue of Life.